# 玉袋筋太郎のナイトスナッカーズ
『玉袋筋太郎のナイトスナッカーズ』（たまぶくろすじたろう - ）は、寄席チャンネル（スカパー!）および日本BS放送（BS11）で放送されたバラエティ番組、旅番組。現在ではケーブルテレビのJ:COMチャンネルにて新シリーズが2013年12月から2018年9月まで放送された。

## 概要
廃れつつある「スナック文化」について啓蒙すべく、スナックに造詣の深い玉袋筋太郎が、毎回日本各地の歓楽街を訪れ、その街にあるスナックを数店巡り、ママや客と交流を深める。居酒屋やバーなどは対象外で、あくまで「スナック」訪問を専門としている。
毎回、特定の駅を下車し、その地域のスナックをアポなしで探訪する。1話あたり2～3軒程度のスナックを紹介している。
2009年にスカパー!のEXエンタテイメント（現・寄席チャンネル）で放送。2011年4月よりBS11でも放送されるようになったことにあわせ、5月からEXエンタテイメントで第2シーズンの制作・放送が開始された。
2013年4月の第42回浅草編で一端休止の旨が報告された。
2013年12月より、J:COMチャンネルにて「ナイトスナッカーズ・リターンズ」とのタイトルで新シリーズが開始された。毎月2編ずつ新作が放映されていた。CS放送のMONDO TVでも視聴可能である。2018年9月、#116で終了している。

## 出演者
- 玉袋筋太郎
- リトルボイスすがわら - 番組後半、歌やダンスを披露
- 桐畑トール（ほたるゲンジ） - 番組DVDに出演

## 放送
- 寄席チャンネル - 土曜25:30～26:00（ほか再放送多数）
- BS11 - 火曜24:30～25:00（2012年4月から）
（2012年3月までは水曜24:00～24:30に放送されていた）
- tvk - 日曜24:30～25:00
- テレビ北海道 - 金曜25:30～26:00 (2013年10月4日から放送)
- J:COMチャンネル（2013年12月から放送）
- MONDO TV（2015年7月から放送）

## 放送リスト

### ナイトスナッカーズ
| 回     | 訪問先                                           |
| ------ | ------------------------------------------------ |
| 第1回  | 西新宿                                           |
| 第2回  | 押上                                             |
| 第3回  | 下北沢                                           |
| 第4回  | 銚子（前編）                                     |
| 第5回  | 銚子（後編）                                     |
| 第6回  | 荒木町                                           |
| 第7回  | 伊豆大島（前編）                                 |
| 第8回  | 伊豆大島（後編）                                 |
| 第9回  | 武蔵小山                                         |
| 第10回 | 常盤台                                           |
| 第11回 | 中野                                             |
| 第12回 | 本八幡                                           |
| 第13回 | 祖師ヶ谷大蔵                                     |
| 第14回 | 代官山・中目黒                                   |
| 第15回 | 伊東温泉（前編）                                 |
| 第16回 | 伊東温泉（後編）                                 |
| 第17回 | 横浜野毛                                         |
| 第18回 | 西川口                                           |
| 第19回 | 檜原村                                           |
| 第20回 | 立会川                                           |
| 第21回 | 丸の内・八重洲                                   |
| 第22回 | 沼袋                                             |
| 第23回 | 横田基地周辺                                     |
| 第24回 | 深川・門前仲町辺り                               |
| 第25回 | 新潟県湯沢（前編）                               |
| 第26回 | 新潟県湯沢（後編）                               |
| 第27回 | 中野坂上                                         |
| 第28回 | 佐賀県嬉野温泉（前編）                           |
| 第29回 | 佐賀県嬉野温泉（後編）                           |
| 第30回 | 天神・中州                                       |
| 第31回 | 吉祥寺 ゲスト：百々和宏                          |
| 第32回 | 蒲田 ゲスト：松本伊代                            |
| 第33回 | 渋谷                                             |
| 第34回 | 西荻窪（前編） ゲスト：金村義明                  |
| 第35回 | 西荻窪（後編） ゲスト：金村義明                  |
| 第36回 | 北千住 － せんべろ女とホルモンおやじのロケに遭遇 |
| 第37回 | 横須賀                                           |
| 第38回 | 沖縄（前編）                                     |
| 第39回 | 沖縄（後編）                                     |
| 第40回 | 小樽（前編）                                     |
| 第41回 | 小樽（後編）                                     |
| 第42回 | 浅草                                             |

### ナイトスナッカーズ・リターンズ（J:COMチャンネル）
| 放送月     | 訪問先                                         |
| ---------- | ---------------------------------------------- |
| 2013年12月 | 押上、つつじヶ丘                               |
| 2014年1月  | 狛江、永福町                                   |
| 2014年2月  | 阿佐ヶ谷、大山                                 |
| 2014年3月  | 藤沢、小岩                                     |
| 2014年4月  | 大泉学園、上野                                 |
| 2014年5月  | 国分寺、四谷三丁目(ゲスト：東陽片岡)           |
| 2014年6月  | 向島、船橋                                     |
| 2014年7月  | 千歳烏山、新井薬師                             |
| 2014年8月  | 鎌倉、茅ヶ崎                                   |
| 2014年9月  | 両国、所沢                                     |
| 2014年10月 | 総集編、つくば前編                             |
| 2014年11月 | つくば後編、赤羽                               |
| 2014年12月 | 白楽、銀座                                     |
| 2015年1月  | 川崎、八王子                                   |
| 2015年2月  | 立川、大井町                                   |
| 2015年3月  | 亀戸、大宮                                     |
| 2015年4月  | 西麻布、富士見ヶ丘                             |
| 2015年5月  | 群馬県館林市前編・後編                         |
| 2015年6月  | 池袋、田端                                     |
| 2015年7月  | 千葉九十九里浜前編後編                         |
| 2015年8月  | 大森、本厚木                                   |
| 2015年9月  | 立石、町屋                                     |
| 2015年10月 | 錦糸町、スナックベスト5                        |
| 2015年11月 | 東中野、自由が丘                               |
| 2015年12月 | 川越前編後編                                   |
| 2016年1月  | 金町、学芸大学駅                               |
| 2016年2月  | 新橋、スナック業界にデビューした人物を家庭訪問 |
| 2016年3月  | 浦和前後編                                     |
| 2016年4月  | 足立区綾瀬、東武練馬                           |
| 2016年5月  | 横浜市中区野毛前後編                           |
| 2016年6月  | 田町、井荻                                     |
| 2016年7月  | 千葉駅前後編                                   |
| 2016年8月  | 代々木駅、神田駅                               |
| 2016年9月  | 調布駅、巣鴨駅                                 |

## 参考
- 玉袋筋太郎のナイトスナッカーズ
- お笑いナタリー　玉袋筋太郎のナイトスナッカーズ